# Винни и Слонотоп
Винни и Слонотоп (англ. Pooh's Heffalump Movie) — американский полнометражный мультфильм 2005 года. По мотивам произведений Алана Милна.

## Сюжет
В Волшебном лесу раздаются страшные трубные звуки и появляются огромные круглые следы. Жители Леса понимают, что к ним в гости пожаловал ужасный Слонотоп, и они решают изловить его. Крошку Ру с собой не берут, поскольку он ещё слишком мал, но ему ужасно хочется поучаствовать в этой «искпедиции». Тогда он сбегает из дома и первым отправляется в Ущелье Слонотопов. Вскоре он обнаруживает «чудовище», которое оказывается милым игривым малышом по имени Топа. Ру пленяет его, но вскоре втягивается в игру с ним и освобождает, потом зовёт в гости к себе, в свою часть Леса. Несмотря на то, что его ищет мама, несмотря на её рассказы о «чудовищах, живущих по ту сторону забора», Топа принимает приглашение Ру.
Ру хочет познакомить Топу с Винни, Кроликом и остальными, но их дома пусты: все в «искпедиции». Малыши случайно наводят страшный бардак в доме Пуха и на огороде Кролика, после чего убегают играть обратно в Ущелье.
Тем временем отважные ловцы слонопотамов пугаются, услышав трубный рёв миссис Слонопотам, разыскивающей Топу, и бегут обратно. Дома их застаёт разруха и уже знакомые круглые следы. Обезумевшие от страха друзья решают напичкать свой лес ловушками.
А Топа никак не может найти свою маму, и Ру предлагает ему обратиться за помощью к своей маме, Кенге. Они возвращаются, но все, узнав, что рядом с Ру стоит настоящий слонопотам, начинают охоту за ним, и в итоге Топа попадает в одну из ловушек. Ру его освобождает и объясняет всем, что слонотопы совсем не страшные, а очень даже милые существа. Ру падает в коварную яму, заполненную огромными полусгнившими древесными стволами, сам из неё выбраться не может, и его друзья тоже не в силах ему помочь. Тогда Топа призывает на помощью свою маму, которая спасает Ру.

## Роли озвучивали
| Актёр          | Роль             |
| -------------- | ---------------- |
| Джим Каммингс  | Винни-Пух, Тигра |
| Кайл Стэнджер  | Слонопотам       |
| Джон Фидлер    | Пятачок          |
| Кен Сэнсом     | Кролик           |
| Никита Хопкинс | Крошка Ру        |
| Питер Каллен   | Иа-Иа            |
| Кэт Сьюси      | Кенга            |
| Бренда Блетин  | Мама Слонопотама |

## Факты
- Бюджет мультфильма составил $20 млн, в кинотеатрах США он собрал $18 098 433, в остальном мире — $34 760 000, всего — $52 858 433[1].
- 13 сентября 2005 года увидело свет продолжение мультфильма — «Винни-Пух и Слонотоп: Хэллоуин», вышедшее сразу на DVD без предварительного проката в кинотеатрах.
- На роль Слонотопа прослушивались более 900 детей в США и Великобритании. В конце концов выбор остановили на пятилетнем Кайле Стэнджере, который и озвучил эту роль[2].
- Этот мультфильм — первый в серии лент о Винни-Пухе, в котором медвежонок выступает рассказчиком. Также впервые Крошке Ру отведена одна из главных ролей[2].